# Inka Bach
Pour les articles homonymes, voir Bach (homonymie).
Inka Bach (Berlin-Est, 27 avril 1956) est une femme de lettres allemande.
Elle s'établit avec sa famille à Berlin-Ouest en 1972 et après son Abitur en 1974, elle étudia la philosophie et les lettres à l'Université libre de Berlin, où elle fit une maîtrise et un doctorat plus tard. Elle a travaillé comme scénariste et habite à Berlin avec ses deux enfants actuellement.

## Œuvres
- Deutsche Psalmendichtung vom 16. bis zum 20. Jahrhundert, Berlin [u.a.] 1989 (avec Helmut Galle; Diss. FU Berlin 1987/1988)
- Hesel, Berlin 1992 (avec Holzschnitten von Karl Schäfer)
- Pansfüße Berlin 1994 (avec Holzschnitten von Karl Schäfer)
- Der Schwester Schatten Berlin 1998
- Hesel  Berlin 1998
- Wir kennen die Fremde nicht Rheinsberger Tagebuch, Berlin 2000
- Wer zählt die Opfer, nennt die Namen Berlin 2002 (avec Regine Ahrem)
- Bachstelze, Erfurt 2003
- Glücksmarie, Berlin 2004
- Kanzlerinnen, schwindelfrei über Berlin, hrsg. von Corinna Waffender, Berlin 2005
- Der gemeinsame Weg, Berlin 2008
- Der Schwester Schatten. Eine Szenerie nach Trakl, Berlin 2010
- Aufzeichnungen aus dem Untergrund nach Dostojewskij, 2011
- "Schönes Wochenende" , Berlin 2012 (avec Ingrun Aran)